# Estasia (1984)

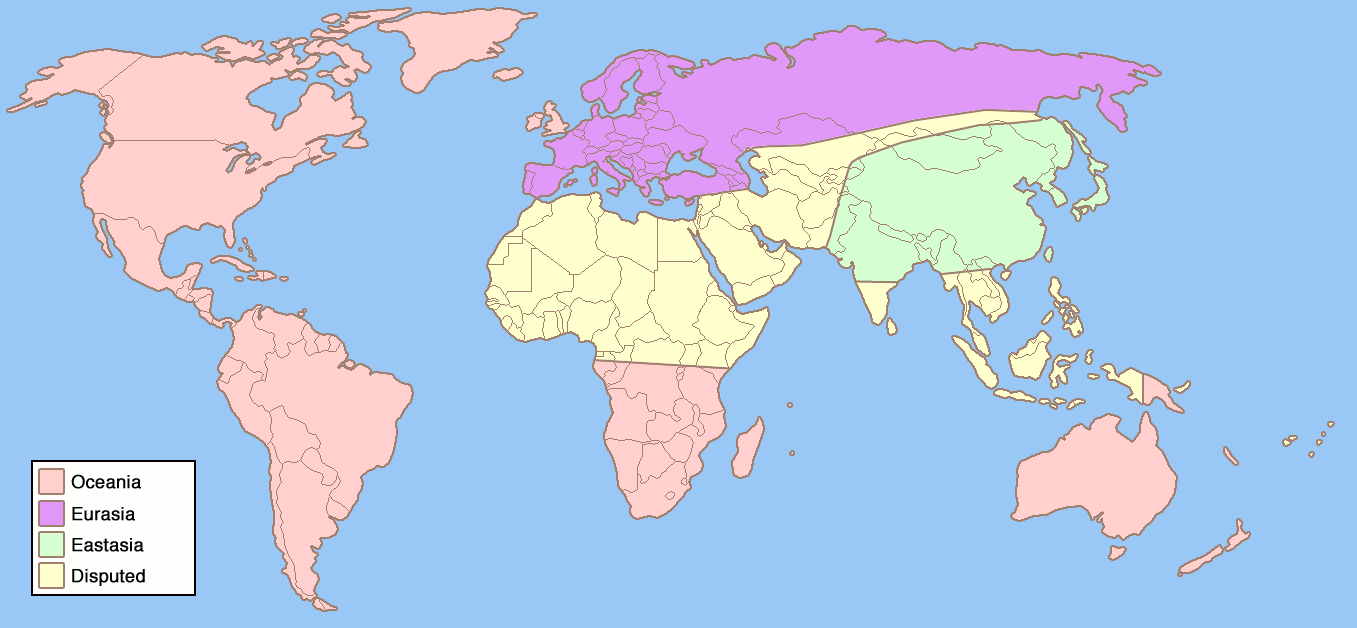
Lumea în 1984, potrivit lui George Orwell. Teritoriul controlat de Oceania este reprezentat în roz. Teritoriul Eurasiei este în mov, iar cel al Estasiei în verde. Teritoriile reprezentate în galben sunt cele disputate între cele trei superputeri aflate într-o continua stare de război.

Estasia este o țară fictivă, prezentă în romanul O mie nouă sute optzeci și patru de George Orwell. Cuprinde Asia Extremului Orient și de Sud-Est. În roman, Estasia constituie unul dintre cele trei regimuri totalitare care își împart lumea, celelalte două fiind  Eurasia și Oceania.

## Descriere
Potrivit cărții, Estasia, cea mai mică și cea mai tânără dintre cele trei superstate totalitare, s-a format prin obținerea independenței față de Eurasia. Ocupă teritoriile Chinei, inclusiv Tibetul, Japoniei, Indochinei, Mongoliei și, în general Sud-estul Asiei.
Frontierele sunt fluctuante. Războiul care are loc între cele trei superputeri este deosebit de sângeros, cu masacre, violuri, infanticide, răpiri, torturări și execuții ale prizonierilor.
Potrivit cărții lui Goldstein, Estasia este în măsură să se impună, prin industrializare puternică, în fața celorlalte două superestate, ca urmare a fecundității și hărniciei locuitorilor săi.
Precum Soceng în Oceania și neobolșevismul, în Eurasia, superstatul Estasia este organizat în jurul valorii unei ideologii predominante, definită printr-un termen chinez, care se traduce prin « cultul pentru moarte » sau « obliterarea sinelui ».
Cele trei superstate represive au sisteme politice practic identice, iar populația lor este controlată în cele mai intime momente, negându-se orice libertate personală, sub umbra atotputernică a unui conducător absolut, considerat semidivin.